# Monstres et Cie
Pour l’article homonyme, voir Monstres et Cie (jeu vidéo).
Série Classiques d'animation Pixar
Toy Story 2
(1999) Le Monde de Nemo
(2003)
Série Monstres et Cie
Monstres Academy
(2013)
Pour plus de détails, voir Fiche technique et Distribution.
Monstres et Cie (« Monstres et Compagnie ») ou Monstres, Inc. (« Monstres, Incorporé ») au Québec (Monsters, Inc.) est le quatrième film d'animation en images de synthèse des studios Pixar. Sorti en 2001, il a été réalisé par Pete Docter et coproduit par Walt Disney Pictures.
Ce film a donné lieu à plusieurs œuvres dérivées, dont un préquel, Monstres Academy, sorti en 2013.

## Synopsis
L'histoire se déroule à Monstropolis, une ville habitée par toutes sortes de créatures. Au cœur de la ville se situe l'usine de traitements de cris d'enfants, énergie nécessaire à la ville. Des monstres se rendent chaque jour chez des enfants par les portes de placards de chambres pour recueillir leurs précieux cris pour les transformer en énergie pour la ville.
Jacques Sullivan (dit Sulli) est, aux yeux de tous les habitants de Monstropolis, une vraie « terreur d'élite ». Assisté de Robert Razowski (alias Bob), un drôle de mini-cyclope vert, Sulli n'a pas son pareil pour horrifier les bambins. Ce grand monstre sait comme personne pétrifier et tétaniser sans jamais toucher, puisque tout contact physique avec un enfant humain serait mortel. Mais les temps sont durs pour le duo de terreur : les enfants ne hurlent plus aussi facilement qu'avant et la ville est au bord de la crise d'énergie.
Un jour, alors qu’il s’occupe de papiers pour leur manager Germaine, Sulli trouve une porte de placard restée seule dans l’usine déserte. Alors qu’il entre dans la chambre, il découvre qu’elle est vide, et s’aperçoit bientôt que la fillette qui y habite l’a suivi dans le monde des monstres. Alors que Sulli est terrorisé par la petite, car il croit que les enfants humains sont toxiques, celle-ci n’est pas du tout effrayée par le monstre et le surnomme aussitôt « Minou ».
Sulli demande alors de l’aide à Bob. Les deux amis entreprennent de renvoyer la fillette chez elle, mais entre-temps Sulli a fini par se prendre d’amitié pour la petite, qu’il a surnommé « Bouh », d’après le cri qu’elle pousse par jeu quand elle se cache. Après avoir déguisé Bouh en bébé monstre, ils s’introduisent dans l’usine pour trouver sa porte. Ils découvrent alors que Léon, le challenger de Sulli dans la compétition du meilleur terroriseur, emmène des enfants dans le monde des monstres pour les soumettre à une machine qui extrait automatiquement leurs cris ; Sulli et Bob, toujours accompagnés de Bouh, tentent de prévenir le président de Monstres et compagnie, Henri Waternoose. Cependant, ils arrivent en pleine démonstration de la meilleure manière d’effrayer un enfant, et le président demande à Sulli de montrer ses talents en la matière. Horrifiée par les grognements de Sulli, Bouh se met à pleurer, dévoilant qu’elle est une petite fille. Waternoose, emportant Bouh, promet de faire revenir les choses dans l’ordre, mais on découvre bientôt qu’il est en fait complice de Léon, car il veut remettre à flot la compagnie. Il exile Sulli et Bob dans l’Himalaya. Avec l’aide de l’abominable homme des neiges qu’ils ont rencontré, les deux amis parviennent à regagner Monstropolis, où ils arrivent à temps pour porter secours à Bouh.
Bob, Sulli et Bouh s’introduisent alors dans la réserve de portes de la compagnie dans l’espoir de retrouver la porte de Bouh. Léon se lance à la poursuite de Sulli parmi les millions de portes, finit par l’attraper et tente de le tuer. Cela déclenche la colère de Bouh qui saute sur le dos de Léon et l’assomme avec une batte de baseball récupérée dans la chambre où ils sont tous entrés. Sulli le jette à travers une porte, derrière laquelle se trouve une caravane. On voit alors une mère le battre sans pitié, le confondant avec un alligator. Après quoi, Sulli et Bob détruisent la porte et réussissent par la ruse à enregistrer les aveux complets du président. Germaine révèle qu’elle est une des membres éminentes de l’Agence de Détection des Enfants, un groupe qui s’occupe des contacts avec les humains, et fait emmener Waternoose. Sulli et Bob doivent se résoudre à ramener Bouh chez elle, et après de déchirants adieux, sa porte est broyée. Sulli garde simplement un petit bout de porte en souvenir.
Quelque temps plus tard, Sulli devient président de Monstres et Cie et métamorphose radicalement la compagnie. Il a découvert grâce à Bouh que le rire des enfants est dix fois plus efficace que leurs cris de peur et envoie maintenant les monstres pour faire rire les enfants.
Bob révèle à Sulli un projet secret sur lequel il travaillait : il reconstitue pièce par pièce la porte de Bouh, et grâce à la pièce finale qu’a gardée Sulli, elle peut fonctionner à nouveau. La scène finale du film montre l’entrée de Sulli dans la chambre de Bouh. On ne voit pas la petite fille, mais on l'entend prononcer Minou, nom qu'elle utilise pour appeler Sulli.

## Fiche technique
- Titre original : Monsters, Inc.
- Titre français : Monstres et Cie
- Titre québécois : Monstres, Inc.
- Réalisation : Pete Docter, assisté de Lee Unkrich et David Silverman
- Scénario : Andrew Stanton et Daniel Gerson
  - Histoire originale : Pete Docter, Jill Culton, Jeff Pidgeon et Ralph Eggleston
  - Directeur d’écriture : Bob Peterson
  - Storyboard :
- Conception graphique :
  - Direction artistique : Tia Kratter et Dominique Louis
  - Production designers : Harley Jessup et Bob Pauley
  - Cadrage (Layout) : Ewan Johnson (supervision)
  - Décors : Sophie Vincelette (supervision)
  - Conception des personnages (Modeling) : Eben Ostby (en) (supervision)
- Animation : Glenn McQueen et Rich Quade (supervision) assistés de Jimmy Hayward, James Ford Murphy, Doug Sweetland, Jan Pinkava et Bud Luckey
  - Ombrage : Rick Sayre (supervision)
  - Éclairage : Jean-Claude Kalache (supervision)
  - Simulation et effets : Galyn Susman et Michael Fong (supervision)
- Son : Gary Rydstrom
- Montage : Jim Stewart
- Musique : Randy Newman
  - Chansons : Randy Newman
  - Orchestrations : Jonathan Sacks et Ira Hearshen
- Direction technique : Thomas Porter (supervision)
- Production : John Lasseter et Andrew Stanton (exécutive) ; Kori Rae (associée) ; Darla Anderson (déléguée)
  - Directrice de production : Katherine Sarafian
- Sociétés de production : Pixar Animation Studios, Walt Disney Pictures
- Sociétés de distribution : Buena Vista Pictures
- Budget : 115 000 000 $
- Langue : Français, Allemand, Anglais, Espagnol, Hongrois, Italien, Néerlandais, Portugais, Turc
- Format : Couleurs - 1,85:1 - Stéréo
- Genre : Animation
- Durée : 92 minutes
- Dates de sortie :
  - États-Unis : 2 novembre 2001
  - France : 20 mars 2002

## Distribution

### Voix originales
- John Goodman : Jacques Sullivan
- Billy Crystal : Mike Wazowski (Bob)
- Mary Gibbs : Boo (Bouh)
- Steve Buscemi : Randall Boggs (Léon)
- James Coburn : Henry J. Waternoose
- Jennifer Tilly : Celia
- Bob Peterson : Roz (Germaine)
- John Ratzenberger : Yeti
- Frank Oz : Fungus (La Fouine)
- Daniel Gerson : Needleman (Albérique) / Smitty (Ferdinand)
- Steve Susskind : Floor Manager (Responsable d'étage)
- Bonnie Hunt : Burdine Flint (Mme Bertine La Fuite)
- Jeff Pidgeon : Bile (Bill)
- Sam Black : George (Georges)

### Voix françaises
- Jacques Frantz : Sulli
- Éric Métayer : Bob Razowski
- Lola Krellenstein : Bouh
- Dominique Collignon-Maurin : Léon
- Richard Darbois : Henry J. Waternoose
- Claire Keim : Célia
- Isabelle Leprince : Germaine
- Henri Guybet : Yéti / Rex (dans le générique de fin)
- Jean-Loup Horwitz : La Fouine
- Luq Hamet : Albérique
- Emmanuel Curtil : Ferdinand / Tony l'épicier
- Pascal Casanova : Responsable d'étage
- Évelyne Grandjean : Mme Bertine La Fuite
- Pascal Nowak : Bill
- Boris Rehlinger : Georges
- Jérémy Prévost : Charlie
- Jean-Claude Donda : Pete Claws Ward
- Jérôme Pauwels : CDA

### Voix québécoises
- Denis Mercier : James P. Sullivan
- Alain Zouvi : Mike Wazowski
- Catherine Léveillé : Boo
- Pierre Auger : Randall Boggs
- Vincent Davy : Henry J. Waternoose
- Linda Roy : Célia
- Johanne Garneau : Roz
- Daniel Picard : Yéti
- Daniel Lesourd : Fungus
- Martin Watier : Needleman
- Joël Legendre : Smitty
- Jacques Lavallée : Jerry
- Anne Bédard : Mlle Burdine Flint
- Olivier Visentin : Bile
- Hubert Gagnon : George Sanderson
- Pierre Chagnon : Pete "Claws" Ward
- Antoine Durand : Assistant de "Claws"
- Manuel Tadros : Tony
- Yves Corbeil : Annonceur télé
- Madeleine Arsenault : Voix du simulateur
- François Sasseville : Rex (dans le générique de fin)

## Bande originale

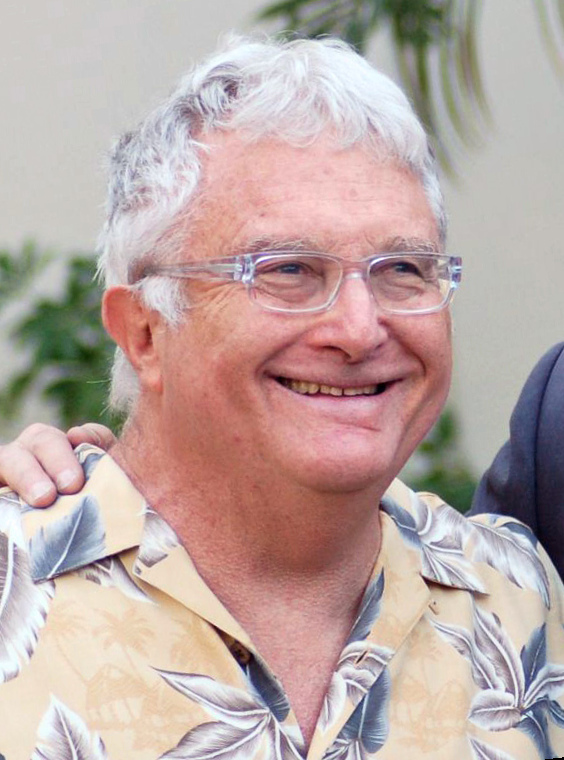
Portrait de Randy Newman, le compositeur du film.

## Chansons du film
- La Famille - Bouh
- Si je ne t'avais pas (If I Didn't Have You) ou Si tu n'avais pas été là au Québec (Générique de Fin) - Sully et Mike
- La Chanson de Mike - Mike
- Si je ne t'avais pas (reprise) (Générique de Fin) - Sully et Mike

## Distinctions
- Oscars 2002 :
  - Oscar de la meilleure chanson originale pour If I Didn't Have You – Paroles et musique : Randy Newman
  - Nominations à l'Oscar du meilleur film d'animation et à l'Oscar de la meilleure musique de film

## Sorties cinéma
- États-Unis : 28 octobre 2001 (première), 2 novembre 2001 (nationale)
- Brésil : 14 novembre 2001
- Singapour : 15 novembre 2001
- Royaume-Uni (festival du film de Londres) : 18 novembre 2001
- Philippines : 29 novembre 2001
- Venezuela : 5 décembre 2001
- Argentine : 7 décembre 2001
- Afrique du Sud : 9 décembre 2001
- Nouvelle-Zélande, Pérou : 9 décembre 2001
- France : 20 mars 2002
- Suisse : 20 mars 2002

## Sorties vidéo
- 20 septembre 2002 - DVD Simple et Collector (France) avec format respecté 1,85:1
- 7 novembre 2002 : Pixar 4 DVD avec format 16/9
- 22 octobre 2003 - coffret Pixar deux films (1 001 Pattes et Monstres et Cie)
- 7 décembre 2005 : Pixar 6 DVD avec format 16/9
- 8 juillet 2009 - Double Blu-Ray (France) avec format respecté 1,85:1
- 3 juillet 2013 - Blu-ray 3D (France) avec format respecté 1,85:1

Source : IMDb

## Poursuites judiciaires

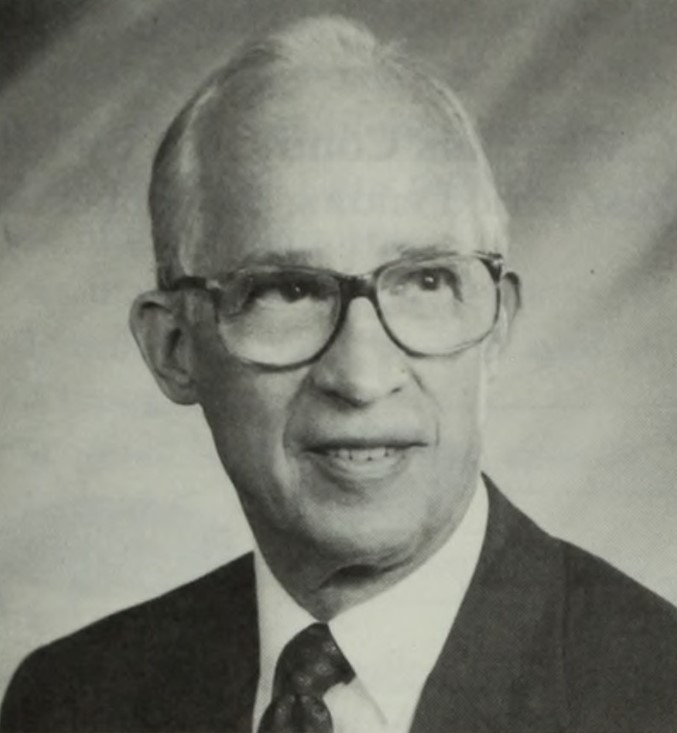
Portrait du juge Clarence Brimmer.

Quelque temps avant la sortie du film, l'auteure-compositrice pour enfants Lori Madrid attaque Pixar en justice, déclarant que la société de production avait usurpé l'un de ses poèmes de 1997 "There's a Boy in My Closet".
En 1999, Lori envoie son poème à six éditeurs dont Chronicle Books qui en fera par la suite une comédie musicale. Lors de la sortie de la bande-annonce du film, elle crut que la maison d'édition avait transmis son travail à l'entreprise et que le film était basé sur son œuvre, et entreprit des procédures contre l'éditeur, Disney et Pixar en octobre 2001 devant le tribunal fédéral de Cheyenne dans l'État de Wyoming. Son avocat demande au tribunal une injonction qui empêcherait aux sociétés de production de sortir le film d'animation durant le procès. Cependant, le 1er novembre 2001, la veille de la sortie du film - qui devait être diffusé dans 3 200 salles de cinéma du pays - le juge Clarence Brimmer (en) refusa l'injonction. Le 26 juin 2002, il a été jugé que le poème et le film n'avaient rien en commun.
En Décembre 2002, Stanley Mouse, artiste américain, a lui aussi entamé des procédures contre Pixar affirmant que les personnages de Bob et Sulli étaient basés sur les dessins d'Excuse My Dust, un film qu'il avait tenté de vendre à Hollywood en 1998. Lors du procès, il a été révélé que l'un des animateurs ayant participé à la production de Monstres et Cie avait déjà rendu visite à Stanley en 2000. Après toutes ces déclarations, une porte-parole a assuré que les personnages du film avaient été développés et imaginés par les équipes de Walt Disney Pictures et Pixar et respectaient les droits d'auteur. L'affaire a ensuite été réglée dans des conditions non divulguées.

## Adaptations et produits dérivés

### Attractions
Dans les parcs Disney Monstres et Cie est présent sous la forme de plusieurs attractions :
- Monsters, Inc. : Mike and Sulley to the Rescue! au parc Disney California Adventure, permet de se promener dans les séquences du film (depuis janvier 2006) ;
- Monsters, Inc. : Laugh Floor au Magic Kingdom de Walt Disney World Resort (depuis avril 2007) ;
- Monsters, Inc. : Ride and Go Seek! à Tokyo Disneyland (depuis avril 2009);

### Jeux vidéo
- Monstres et Cie (2002)
- Monstres et Cie : L'Île de l'épouvante (Monsters, Inc. Scare Island, 2002)
- Monstres et Cie : Atelier de jeux (2004)
- Monsters, Inc. Scream Team (2010)

### Cinéma et télévision
- La Nouvelle Voiture de Bob (Mike's New Car) sorti en 2002, court-métrage d'animation.
- Monstres Academy sortie en 2013, préquelle au film qui évoque la jeunesse de Bob et Sully à l'université.
- Party Central sorti en 2014, court-métrage d'animation.
- Monstres et Cie : Au travail (Monsters at Work) sortie en 2021, série télévisée d'animation dérivée.

## Titre en différentes langues
- Allemand : Die Monster AG
- Arabe : شركة المرعبين المحدودة
- Chinois : 怪兽电力公司
- Coréen : 몬스터 주식회사
- Espagnol : Monstruos, S.A.
- Estonien : Kollide kompanii
- Français :
  - Monstres et Cie (France)
  - Monstres, Inc. (Québec)
- Finnois : Monsterit Oy
- Grec moderne : Μπαμπούλας Α.Ε.
- Hongrois : Szörny Rt.
- Hébreu : מפלצות בע"מ
- Islandais : Skímsli hf.
- Italien : Monsters & Co.
- Japonais : モンスターズ・インク
- Letton : Mošķīši
- Lituanien : Monstrų biuras
- Macédonien : Чудовишта
- Maldivien : މޯންސްޓާރސް، އިންކް
- Néerlandais : Monsters en co.
- Norvégien : Monsterbedriften
- Persan : شرکت هیولاها
- Polonais : Potwory i spółka
- Portugais :
  - Monstros S.A. (Brésil)
  - Monstros E Companhia (Portugal)
- Russe : Корпорация монстров
- Slovaque : Monsters, a.s.
- Tamoul : மோன்ஸ்டர்ஸ் இன்க்
- Tchèque : Príserky s.r.o.
- Thaï : บริษัท รับจ้างหลอน (ไม่) จำกัด
- Turc : Sevimli canavarlar